# باشگاه فوتبال مینسک-۲
باشگاه فوتبال مینسک-۲ (انگلیسی: FC Minsk-2) یک باشگاه فوتبال در شهر مینسک بلاروس بود. این باشگاه در لیگ دسته اول فوتبال بلاروس بازی می‌کرد. این باشگاه در سال ۱۹۵۴ تأسیس شد و در سال ۲۰۱۵ منحل شد.